# Pískorypka
Pískorypka (Andrena) je rod včel z čeledi pískorypkovitých (Andrenidae). S více než 1 500 druhy je jedním z největších živočišných rodů; v současnosti je uspořádán do 104 podrodů. Je rozšířen téměř po celém světě, s významnými výjimkami Oceánie a Jižní Ameriky. Jsou to převážně samotářské včely hnízdící v zemi.

## Popis

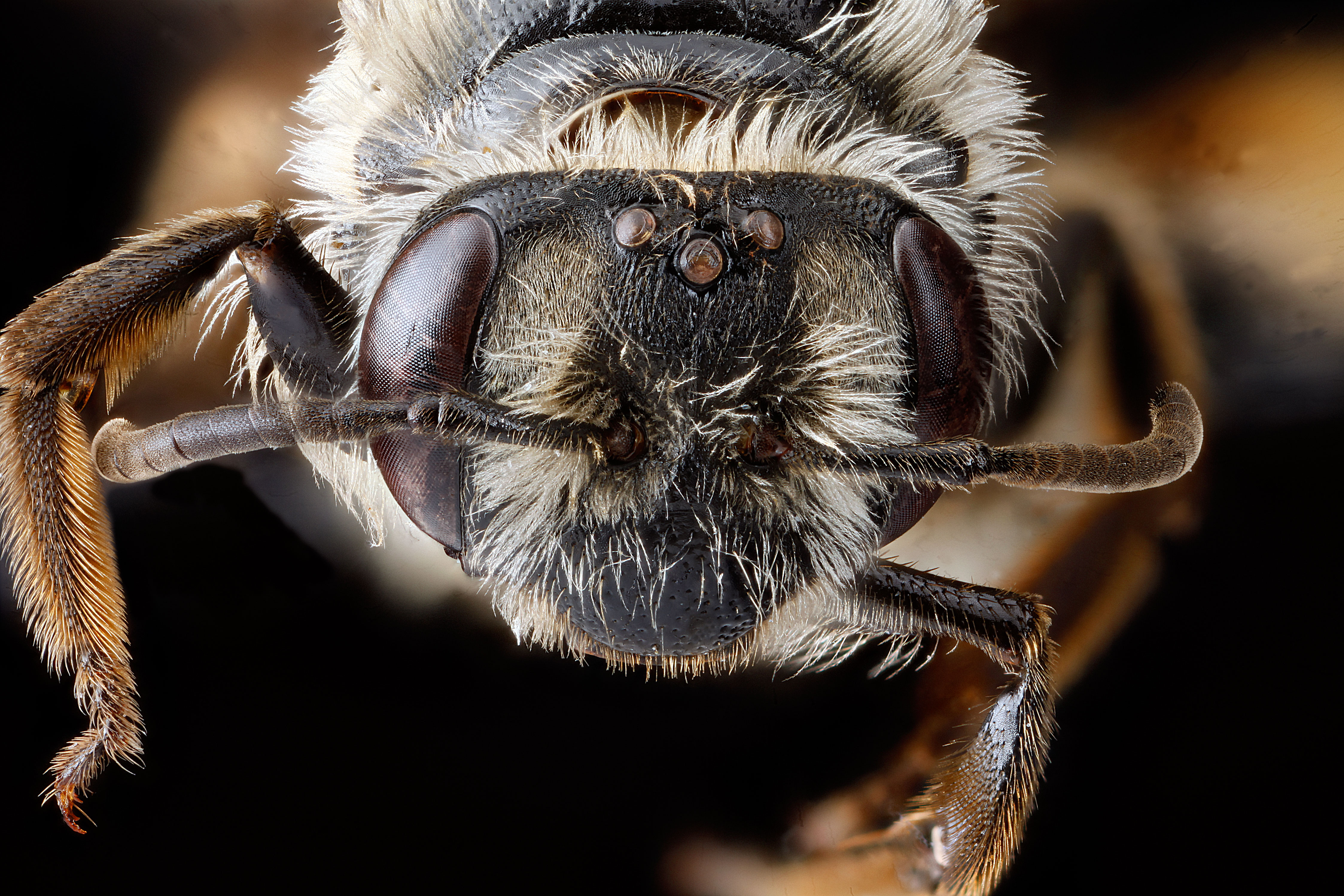
Hlava pískorypky Andrena crataegi s patrnými foveami vedle očí

Pískorypky jsou obecně středně velké včely; délka těla se pohybuje mezi 8 a 17 mm, přičemž samci jsou menší a štíhlejší než samice. Většina z nich je černá s bílými až hnědými chloupky. Pyl nosí hlavně na ochlupených zadních nohách, ale mnohé druhy mají navíc speciální košíčky pro nošení části pylu na hrudi. Od ostatních včel lze pískorypky odlišit podle širokých sametových ploch mezi složenýma očima a základnami tykadel, nazývaných foveae. Některé další rody čeledi Andrenidae je však mají také, takže nejlepším identifikačním znakem jedinečným pro rod Andrena je přítomnost prstence chloupků na spodní straně jejich obličeje, který se nazývá „podčelistní korunka“.

## Životní cyklus
Pískorypky jsou samotářské včely hnízdící v zemi. Dávají přednost písčitým půdám. Rod nezahrnuje žádné parazitické nebo eusociální druhy, i když některé hnízdí společně v hnízdních agregacích zahrnujících i tisíce hnízd. Po páření si každá samička vyhloubí noru, nasbírá pyl, z něhož vytvoří pevné, kulaté zásoby pro larvy, které pak uloží do buněk vystlaných lesklým sekretem. Larvy nespřádají kokon a přezimují jako dospělci. Obvykle mají jednu generaci za rok a dospělci jsou aktivní pouze několik týdnů. Hnízda pískorypek jsou napadána mnoha dalšími druhy hmyzu, včetně některých kukaččích včel, majek, různých parazitických much a řásnokřídlých (Strepsiptera).
Mnoho druhů pískorypek je oligolektických, to znamená, že se specializují na konkrétní druhy hostitelských rostlin nebo několik málo blízce příbuzných rostlin. Mají vyvinuty morfologické a behaviorální adaptace, které jim vyhovují pro jejich pylovou preferenci. Například všichni příslušníci podrodu Callandrena se specializují na pyl rostlin z čeledi hvězdnicovitých a mají silně rozvětvené, načechrané chloupky na nohách, které slouží k udržení pylu. Podle studie z roku 2008 byla tato specializace základním znakem rodu Andrena a generalistické stravovací návyky se vyvinuly až později, a to několikrát napříč rodem.

## Rozšíření
Pískorypky jsou běžné v mírných oblastech Evropy, Asie a Severní Ameriky a největší rozmanitosti dosahují v oblastech se středomořským podnebím. Malé množství druhů se vyskytuje v subsaharské Africe a žádné se nevyskytují v Jižní Americe, Austrálii a na okolních ostrovech nebo na Madagaskaru.
Většina druhů preferuje suché a teplé biotopy; jsou to typické druhy otevřených ploch žijící v suchých trávnících, ruderálních plochách a úhorech. Mnoho druhů se vyskytuje v opuštěných pískovnách nebo štěrkovnách nebo na bohatě strukturovaných lesních okrajích. Mnoho druhů se často vyskytuje v zahradách, parcích a podél cest (např. Andrena bicolor, A. fulva, A. gravida, A. haemorrhoa a A. nigroaenea).

## Vybraní zástupci

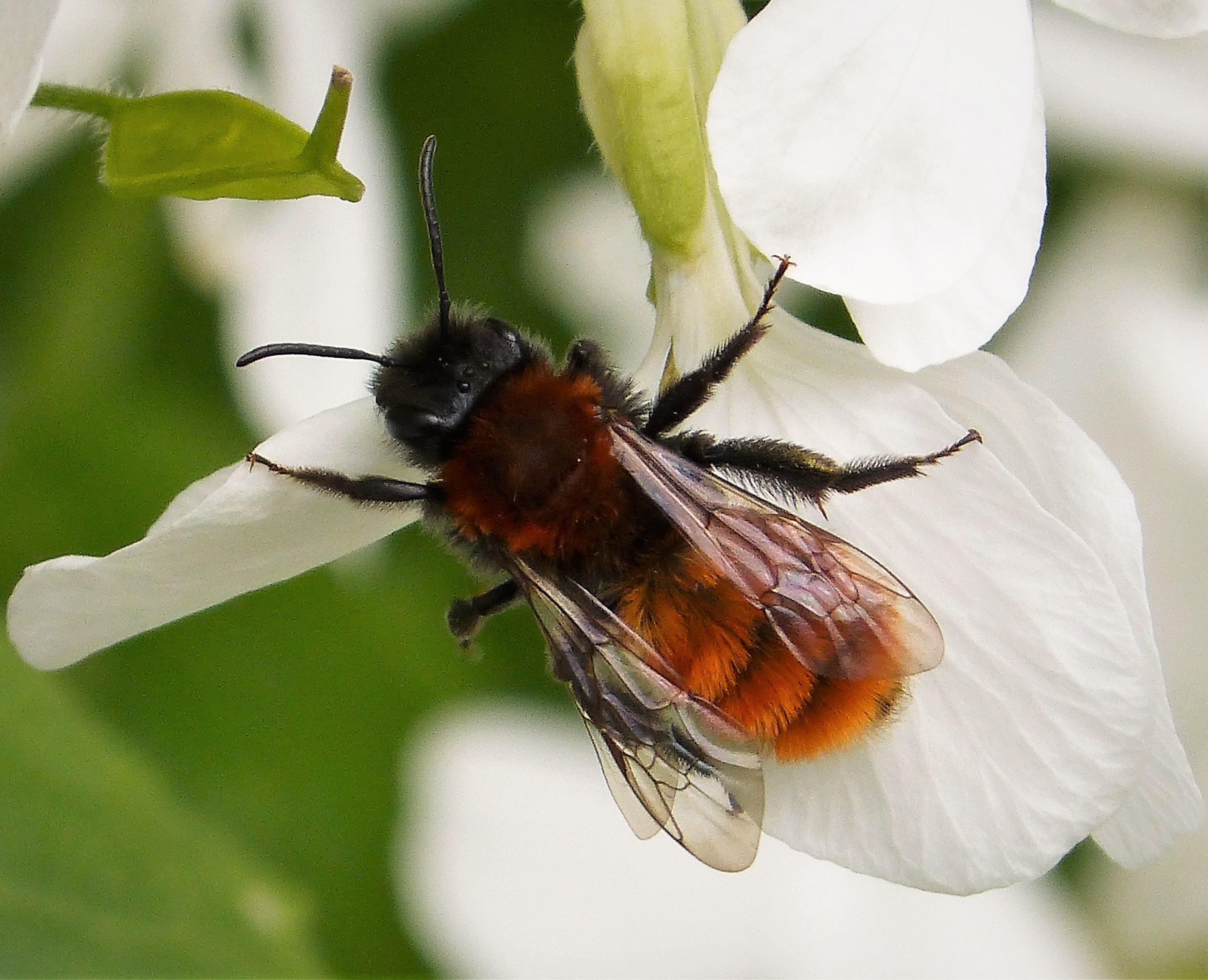
Pískorypka plavá

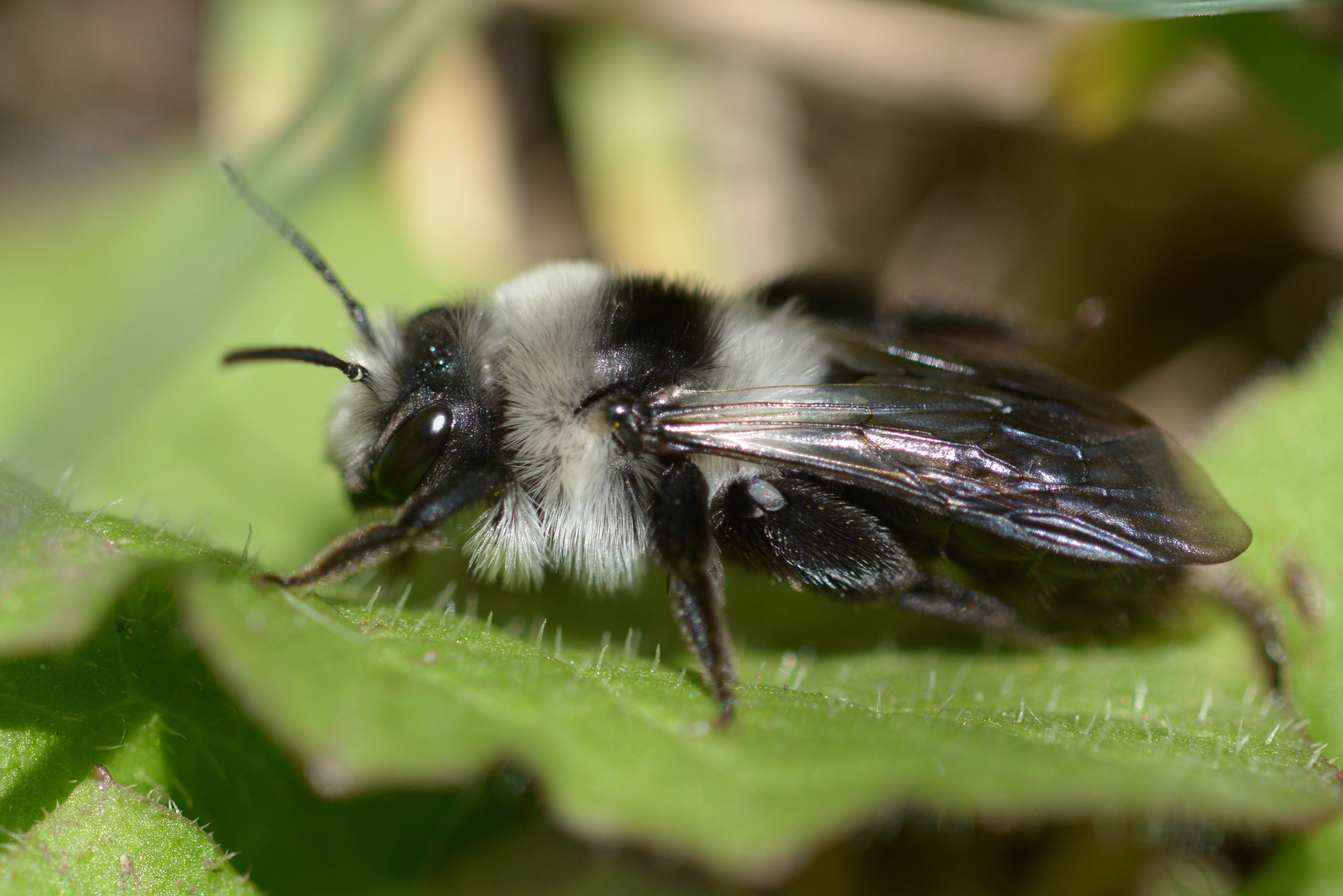
Pískorypka popelavá

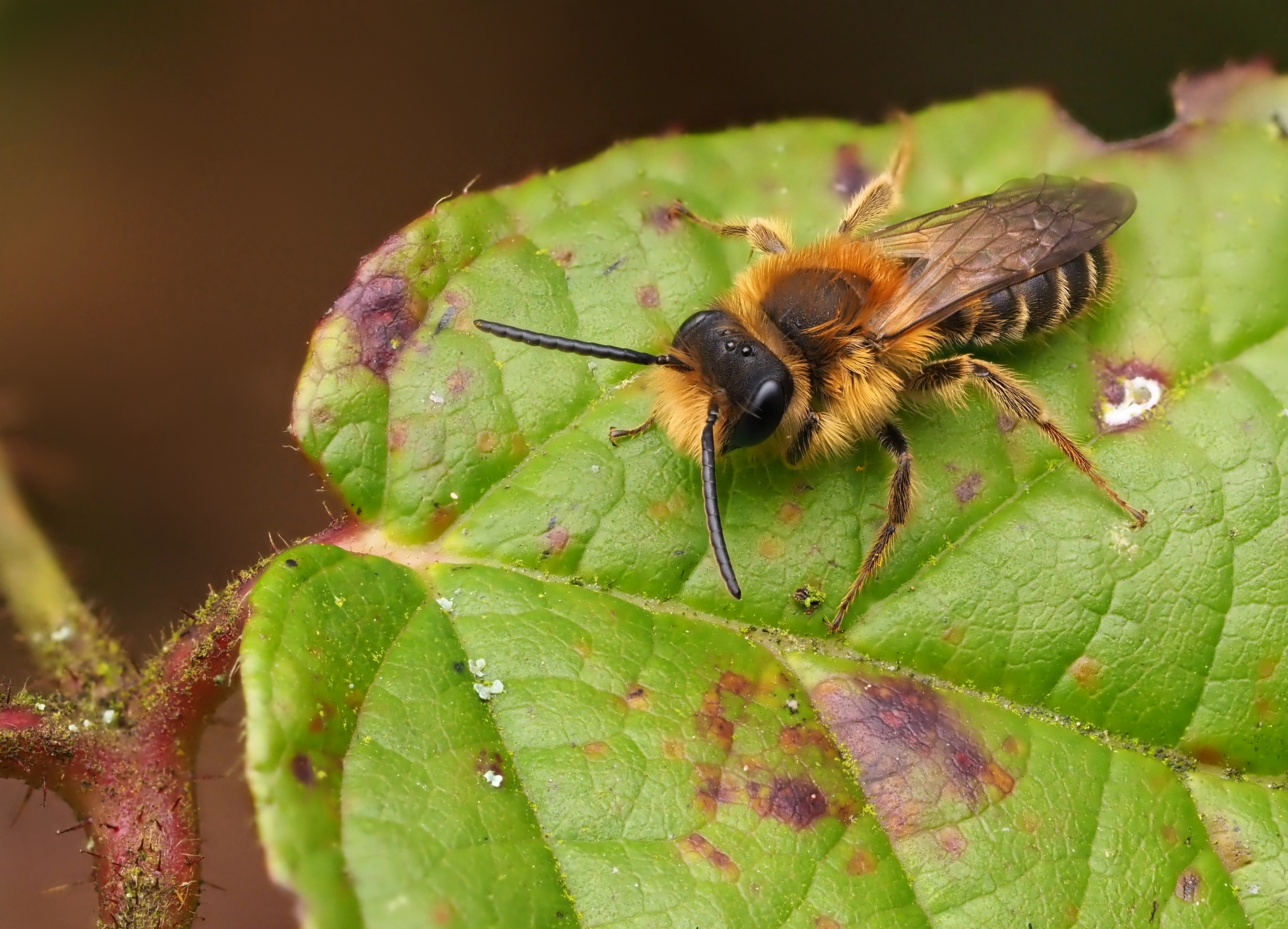
Pískorypka zahradní

Z mnoha druhů pískorypek žijících v Česku lze zmínit například:
- pískorypka bělopásá (Andrena ovatula)
- pískorypka časná (Andrena praecox)
- pískorypka čekanková (Andrena polita)
- pískorypka černolesklá (Andrena nigroaenea)
- pískorypka drobná (Andrena minutula)
- pískorypka jestřábníková (Andrena fulvago)
- pískorypka hrabavá (Andrena labialis)
- pískorypka chrastavcová (Andrena hattorfiana)
- pískorypka lesklá (Andrena nitida)
- pískorypka modrolesklá (Andrena agilissima)
- pískorypka mochnová (Andrena potentillae)
- pískorypka nachová (Andrena rosae)
- pískorypka ovocná (Andrena helvola)
- pískorypka páskovaná (Andrena gravida)
- pískorypka plavá (Andrena fulva)
- pískorypka popelavá (Andrena cineraria)
- pískorypka ranní (Andrena bicolor)
- pískorypka vrbová (Andrena vaga)
- pískorypka zahradní (Andrena dorsata)
- pískorypka zemní (Andrena pilipes)
- pískorypka zlatořitná (Andrena haemorrhoa)
- pískorypka žlutonohá (Andrena flavipes)